# 希蘭無鬚魮
希蘭無鬚魮（学名：Puntius sirang）是輻鰭魚綱鯉形目鯉科的一個種，被IUCN列為次級保育類動物，分布於亞洲菲律賓民答那峨島拉瑙湖流域，為特有種，體長可達8.6公分，棲息在中底層水域，可做為食用魚。